# Aéroport de Pico
L'aéroport de Pico (portugais : Aeroporto do Pico) (code IATA : PIX • code OACI : LPPI) est un aéroport situé à 8 km à partir de Madalena sur l'île portugaise de Pico , dans l'archipel des Açores.

## Histoire
Les premières études ont été réalisées afin de construire une piste d'atterrissage pour l'île de Pico au cours de l'après-Guerre, époque où, au lieu de cela, une décision finale, en 1946, a vu la construction d'un aérodrome sur l'île de Faial. C'est seulement le 5 mai 1976, lors de la construction d'une piste d'atterrissage et d'aérogare a commencé sur l'île de Pico, aux termes de l'initiative de l'armée portugaise, mais accomplies sous l'administration du Gouvernement régional des Açores.

## Situation
| \| 30 km1:1 849 000 \| Ponta Delgada Flores Horta Santa Maria Terceira Pico São Jorge Corvo Graciosa |
| 30 km1:1 849 000                                                                                     |

## Statistiques
Pour des raisons techniques, il est temporairement impossible d'afficher le graphique qui aurait dû être présenté ici.

Voir la requête brute et les sources sur Wikidata.

## Compagnies aériennes et destinations
| Compagnies      | Destinations                               |
| --------------- | ------------------------------------------ |
| Azores Airlines | Lisbonne-H. Delgado                        |
| SATA Air Açores | Ponta Delgada-Jean Paul II, Terceira-Lajes |

Actualisé le 21/01/2023